# Madonna Sixtina (Rafael)
La Madonna Sixtina es un cuadro del artista renacentista italiano Rafael, pintado entre 1513 y 1514 aproximadamente. Se conserva en la Gemäldegalerie Alte Meister de Dresde (Alemania).

## Historia
Se cree que el cuadro fue pensado para decorar la tumba del Papa Julio II, pues San Sixto era el santo patrón de la familia Della Rovere y Santa Bárbara y los dos ángeles (en la parte inferior del lienzo) simbolizan la ceremonia del funeral. 
El óleo estuvo en el convento de San Sixto en Piacenza hasta que fue vendido en 1753 por los monjes a Augusto III de Polonia, quien pagó por él 25.000 escudos romanos. Desde 1754 se encuentra en la Gemäldegalerie Alte Meister de Dresde (Alemania). Tras la Segunda Guerra Mundial fue trasladado a Moscú, posteriormente fue devuelto a Dresde (Alemania).

## Análisis
El lienzo de la Virgen, el Niño Jesús, San Sixto y Santa Bárbara se caracteriza por el espacio imaginario creado por las propias figuras que están de pie sobre una cama de nubes, circundadas por un gran telón abierto. La figura de la Virgen transmite la sensación de estar descendiendo del espacio celestial hacia el mundo físico, en el que el cuadro está colgado. El gesto de San Sixto y la mirada de Santa Bárbara parecen dirigirse a alguien que está detrás de la balaustrada en la parte inferior del cuadro (quizás un creyente). La tiara papal, posada sobre dicha balaustrada, sería el nexo entre el espacio pictórico y lo real.
Generaciones de visitantes a la Gemäldegalerie de Dresde han quedado profundamente impresionados por la forma en la que Rafael representó a la Virgen en esta pintura. Se ha reproducido numerosas veces, hasta el punto de que esta Madonna de San Sixto es un prototipo, la imagen idealizada de la Virgen María, acentuando su carácter espiritual. Por lo demás, el detalle de los pequeños ángeles que están apoyados despreocupadamente sobre la balaustrada, conocidos como Angelitos, ha sido reproducido y versionado en numerosas ocasiones.
La Virgen aparece desde detrás de una cortina, confiada y aun así dubitativa. La cortina proporciona la ilusión de ocultar su figura de los ojos del espectador y al mismo tiempo de ser capaz de proteger la pintura de Rafael.
El nombre de San Sixto proviene de la palabra latina que significa «seis» o «sexto», y hay seis figuras en el lienzo.
En este cuadro, Rafael, a través de un proceso de depuración iconográfica que libera el cuadro de elementos accesorios, representa no la visión de lo divino por parte de los devotos, sino lo divino que aparece y se dirige a los devotos, aquí no representados sino claramente perceptibles, a través de los gestos y las miradas del grupo sagrado al contemplar la tienda y la balaustrada que sirven de punto de contacto entre lo celeste y lo humano.
El Doctor Santiago Sebastián en la universidad de Yale  pronunció una conferencia haciendo alusión a la obra de Rafael  "La Madonna di Foligno" y al grabado de Marcantonio, informando de un estudio preparatorio lamentablemente perdido.
En años recientes una pintura ha irrumpido con fuerza como candidata a ser ese estudio preparatorio y algo más.
El lienzo "La Madonna de Foligno pequeña", lleva tiempo acumulando evidencias que hacen que algunos expertos investigadores estén convencidos de que la autoría de este cuadro es la del famoso pintor del renacimiento Rafael Sanzio.
Se atribuye a Correggio la exclamación «¡Yo también soy pintor!» cuando vio esta pintura.